# 1845

## Събития
Меморандумът от 1845 година е първата програма за културно-национална автономия на българите.

## Родени
- Иван Балтов, български революционер
- Йосиф Иванович, румънски композитор
- Милан Радивоев, български книжовник
- Тодор Куков, български революционер
- Христо Ковачев, български революционер
- 1 януари – Васил Петлешков, български революционер
- 7 февруари – Фьодор Успенски, руск историк и археолог
- 15 февруари – Илайхю Рут, американски политик
- 3 март – Георг Кантор, немски математик
- 27 март – Вилхелм Рьонтген, немски физик
- 24 април – Карл Спителер, швейцарски поет
- 15 май – Иля Мечников, руски биолог
- 25 май – Марин Поплуканов, български революционер и политик
- 17 юни – Петър Карапетров, български публицист, книгоиздател, историк на Панагюрище
- 10 август – Абай Кунанбаев, казахски поет и писател
- 25 ноември – Еса де Кейрош, португалски писател
- 20 декември – Франц Тоула, австрийски геолог
- 31 декември – Никола Пашич, сръбски политик

## Починали
- Георги Бусилин, български книжовник
- 17 март – Кирил Пейчинович, български просветител
- 12 май – Аугуст Вилхелм Шлегел, немски писател (* 1767 г.)
- 8 юни – Андрю Джаксън, седмият президент на САЩ
- 11 юни – Карл Юлиус Перлеб, германски ботаник
- 27 октомври – Жан Пелтие, Френски физик

Вижте също:
- календара за тази година